# Oberhöchstadt

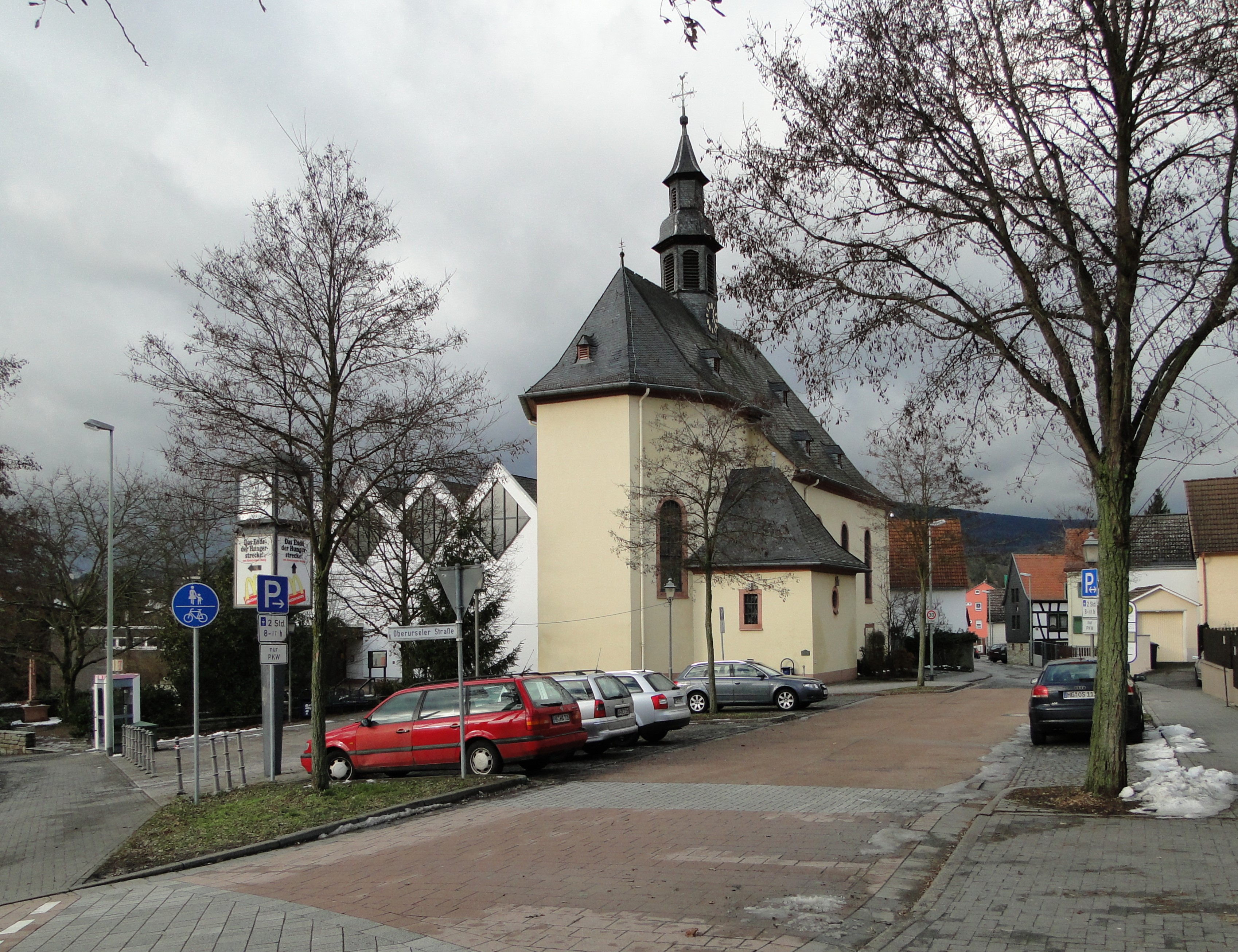
Die kath. Pfarrkirche St. Vitus

Oberhöchstadt ist ein Ortsteil der Stadt Kronberg im Taunus im Hochtaunuskreis in Hessen.

## Geographie
Oberhöchstadt liegt 2 km nordöstlich von Kronberg am Fuße des Altkönigs und des Hünerbergs. Durch den Ort verläuft die Landesstraße 3015.
Oberhöchstadt grenzt im Norden an Schönberg, im Westen an Kronberg, im Süden an Niederhöchstadt (Stadtteil von Eschborn), im Osten an Steinbach und Stierstadt (Stadtteil von Oberursel).

## Geschichte
Erstmals urkundlich erwähnt wurde der Ort im Jahre 782 in einem Eintrag im Güterverzeichnis des Klosters Lorsch mit dem Ortsnamen eichenstat. Die frühmittelalterliche Turmhügelburg ging schon früh unter. Im 19. Jahrhundert gab es keine Überreste mehr. 1722 wurde an der Stelle der Kapelle von 881 die heutige Pfarrkirche Sankt Vitus erbaut. Am Ende des Heiligen Römischen Reiches (HRR) gehörte Oberhöchstadt zu Kurmainz und war dort seit 1781 dem Oberamt Höchst-Hofheim bzw. der Amtsvogtei Königstein untergeordnet. Mit dem Reichsdeputationshauptschluss fiel der Ort 1803 an Nassau-Usingen und ab 1806 zum Herzogtum Nassau, wo der Ort dem Amt Königstein zugeordnet war. Mit der Annexion Nassaus durch Preußen 1866 wurde Oberhöchstadt preußisch und ab 1877 Teil des neuen Obertaunuskreises.
Am 1. April 1972 schlossen sich im Rahmen der Gebietsreform in Hessen die Gemeinden Oberhöchstadt/Taunus, Kronberg/Taunus und Schönberg (Taunus) auf freiwilliger Basis zur neuen Gemeinde Kronberg/Taunus zusammen.

### Schulwesen

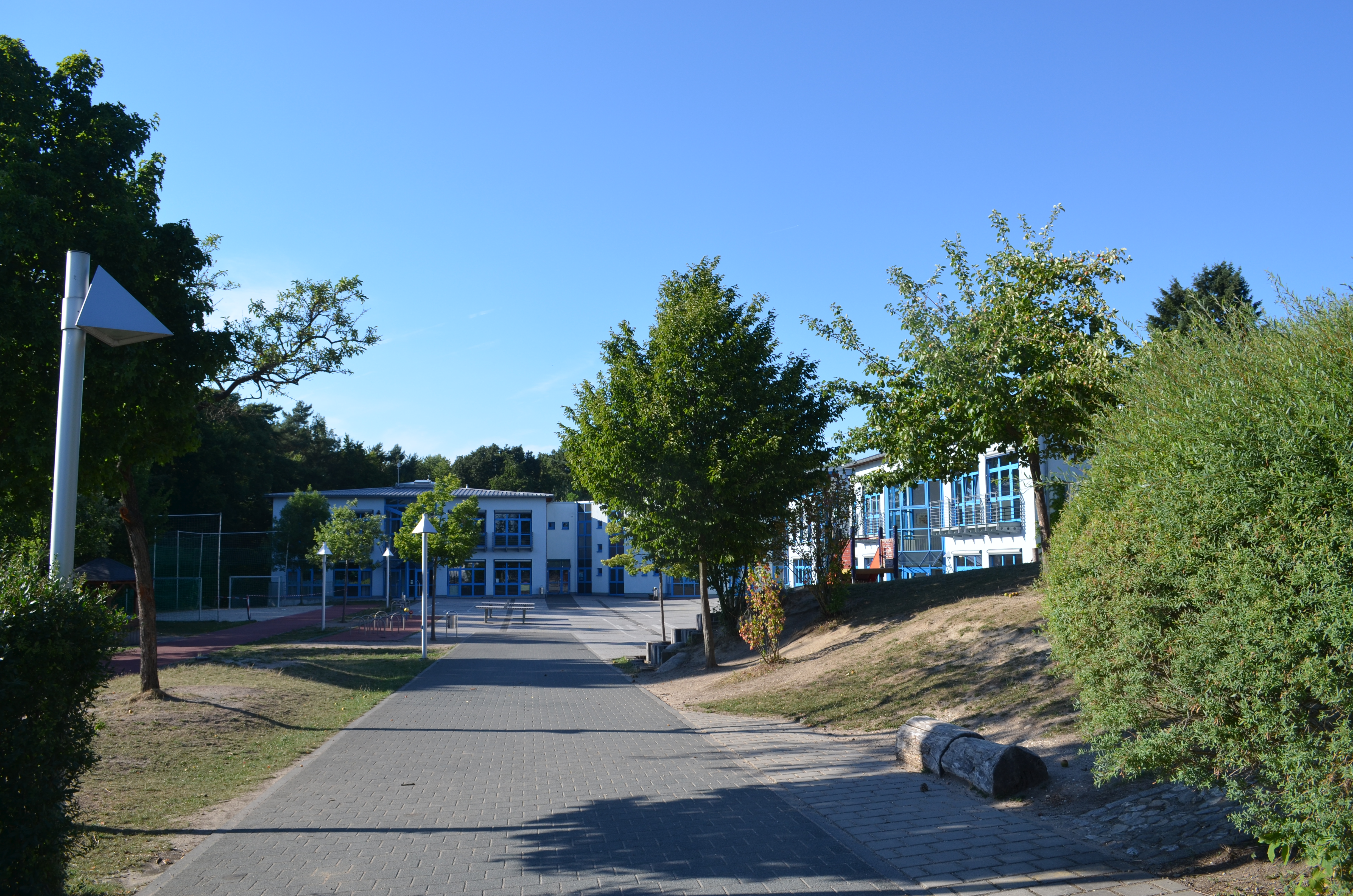
Grundschule Schöne Aussicht

1628 wurde erstmals ein Schullehrer in Oberhöchstadt urkundlich erwähnt. In den Wirren des Dreißigjährigen Krieges endete jedoch zunächst die Schulgeschichte des Ortes (der am Ende des Krieges nur noch 16 Haushalte zählte). 1660 wird in den Kirchenrechnungen wieder ein Schulmeister, Johannes Dönges, erwähnt. Die Schule war wegen der damals verbreitet familiär ausgeübten Landwirtschaft als Winterschule organisiert, d. h. das Schuljahr begann nach Allerheiligen und endete am Weißen Sonntag. Unterrichtet wurden auch die Kinder aus dem benachbarten Schönberg. Unterrichtsort war das Gemeindehaus am Dalles. 1811 wurde eine Hofreite in der heutigen Oberurseler Straße (Nr. 21) als Schulhaus und Lehrerwohnung umgebaut. Ab 1830 musste eine zweite Klasse eingeführt werden, da die Zahl der Schulkinder angewachsen war. Es wurde ein zweiter Lehrer angestellt und in der Giesgasse (heute: Altkönigstraße 4) in Saal im oberen Stock angemietet.
Nachdem die Zahl der Kinder weiter gestiegen war, wurde 1849 die Schule gebaut. Das Schulhaus am Dalles wurde zu Kosten von 1670 Gulden erbaut. 1850 schieden die Schönberger Kinder aus der Schule aus. Ein halbes Jahrhundert später war die Schule, die 1902 237 Kinder in drei Klassen hatte, wieder zu klein geworden. 1905/06 wurde daher auf dem Gelände des Schulgartens ein Erweiterungsbau für 26.185 Mark und 76 Pfennig errichtet. Die Schule war nun vierklassig.
Durch die Flucht und Vertreibung Deutscher aus Mittel- und Osteuropa 1945–1950 stieg die Zahl der Schüler nach dem Zweiten Weltkrieg stark an und betrug 1949 267. Es wurde in zwei Schichten unterrichtet. 1959 konnte die neue Schule auf dem Stuhlberg bezogen werden, die für 360.000 DM erbaut worden war. Zunächst besuchten die Jahrgänge 1 bis 4 die alte und die Jahrgänge 5 bis 8 die obere Schule. 1963/64 wurde ein 9. Schuljahr eingeführt. 1968 wurde der Erweiterungsbau der oberen Schule eingeweiht. Der Schulbau hatte 800.000 DM gekostet. 1972 wurde ein Schulpavillon aufgestellt um ausreichend Platz für die 374 Kinder und 12 Klassen zu haben. Ab dem 1. August 1975 war die Schule eine reine Grundschule. Der heutige Name ist Grundschule Schöne Aussicht. Die älteren Schüler besuchen nun weiterführende Schulen der Nachbarorte. Die nächstgelegene Schule ist die Altkönigschule in Schönberg.

### Bevölkerung

#### Einwohnerentwicklung
| Oberhöchstadt: Einwohnerzahlen von 1834 bis 1970 | Oberhöchstadt: Einwohnerzahlen von 1834 bis 1970 | Oberhöchstadt: Einwohnerzahlen von 1834 bis 1970 | Oberhöchstadt: Einwohnerzahlen von 1834 bis 1970 | Oberhöchstadt: Einwohnerzahlen von 1834 bis 1970 |
| --- | ------------------------------------------------ | ------------------------------------------------ | ------------------------------------------------ | ------------------------------------------------ |
| Jahr |                                                  |                                                  |                                                  | Einwohner                                        |
| 1834 | 1834                                             |                                                  | 633                                              | 633                                              |
| 1840 | 1840                                             |                                                  | 768                                              | 768                                              |
| 1846 | 1846                                             |                                                  | 807                                              | 807                                              |
| 1852 | 1852                                             |                                                  | 762                                              | 762                                              |
| 1858 | 1858                                             |                                                  | 814                                              | 814                                              |
| 1864 | 1864                                             |                                                  | 867                                              | 867                                              |
| 1871 | 1871                                             |                                                  | 805                                              | 805                                              |
| 1875 | 1875                                             |                                                  | 800                                              | 800                                              |
| 1885 | 1885                                             |                                                  | 840                                              | 840                                              |
| 1895 | 1895                                             |                                                  | 1.003                                            | 1.003                                            |
| 1905 | 1905                                             |                                                  | 1.350                                            | 1.350                                            |
| 1910 | 1910                                             |                                                  | 1.520                                            | 1.520                                            |
| 1925 | 1925                                             |                                                  | 1.550                                            | 1.550                                            |
| 1939 | 1939                                             |                                                  | 1.586                                            | 1.586                                            |
| 1946 | 1946                                             |                                                  | 2.215                                            | 2.215                                            |
| 1950 | 1950                                             |                                                  | 2.508                                            | 2.508                                            |
| 1956 | 1956                                             |                                                  | 2.798                                            | 2.798                                            |
| 1961 | 1961                                             |                                                  | 2.866                                            | 2.866                                            |
| 1967 | 1967                                             |                                                  | 3.243                                            | 3.243                                            |
| 1970 | 1970                                             |                                                  | 4.059                                            | 4.059                                            |
| Datenquelle: Historisches Gemeindeverzeichnis für Hessen: Die Bevölkerung der Gemeinden 1834 bis 1967. Wiesbaden: Hessisches Statistisches Landesamt, 1968. Weitere Quellen: |                                                  |                                                  |                                                  |                                                  |

#### Religionszugehörigkeit
Quelle: Historisches Ortslexikon
| • 1885: | 0016 evangelische (= 1,90 %), 824 katholische (= 98,10 %) Einwohner   |
| • 1961: | 1132 evangelische (= 39,50 %), 1558 katholische (= 54,36 %) Einwohner |

## Kultur und Sehenswürdigkeiten
Für die Kulturdenkmäler des Ortsteils siehe die Liste der Kulturdenkmäler in Oberhöchstadt.
Das Waldwiesenbachtal von Oberhöchstadt ist ein bestehendes, das Naturschutzgebiet Stuhlberg ein ehemaliges Naturschutzgebiet in der Gemarkung von Oberhöchstadt.

## Wirtschaft und Infrastruktur
In Oberhöchstadt befindet sich mit dem Altkönigstift das größte Altenheim im Rhein-Main-Gebiet.